# توم باري (سياسي)
توم باري (بالإنجليزية: Tom Barry)‏ هو فلاح وسياسي أيرلندي، ولد في 10 أكتوبر 1968 في كورك في جمهورية أيرلندا. حزبياً، نشط في فاين جايل. في الانتخابات العمومية الأيرلندية 2011 ‏، انتخب نائب دييل عن دائرة Cork East (Dáil constituency) ‏ وقد انضم خلال فترته النيابية ‏ (9 مارس 2011 – 3 فبراير 2016)  للكتلة البرلمانية فاين جايل.

## وصلات خارجية
- الموقع الرسمي